# Slovenské euromince

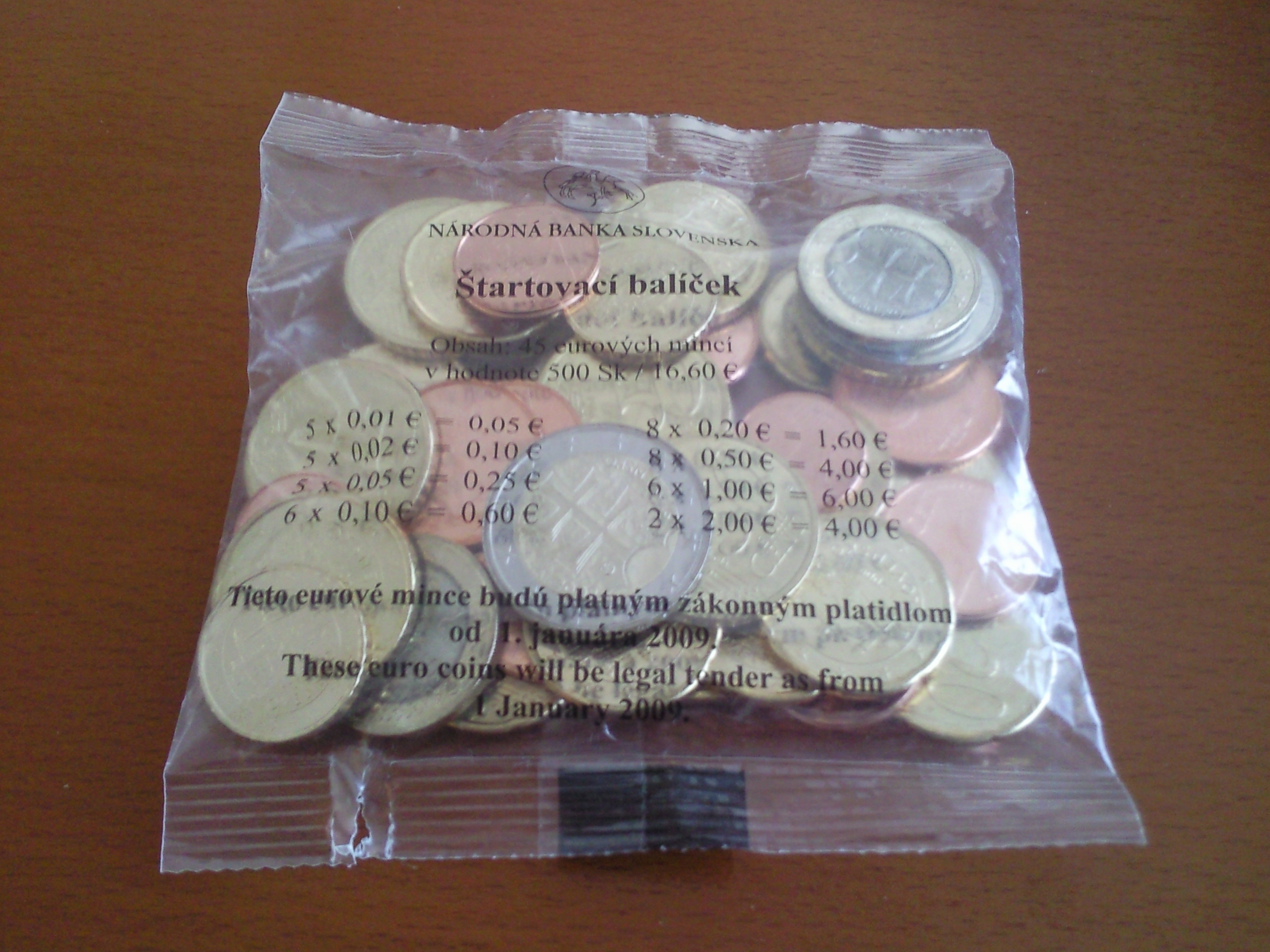
startovací balíček se slovenskými euromincemi

Slovenské euromince se do oběhu dostaly 1. ledna 2009. Slovensko je členem Evropské unie od 1. května 2004 a členem Evropské měnové unie. Do EMS II vstoupilo 28. listopadu 2005. 1. ledna 2009 se Slovensko stalo členským státem eurozóny. Před eurem se na Slovensku používala slovenská koruna. Ze začátku roku 2009 (mezi 1. a 16. lednem) bylo možné používat jak korunové, tak eurové mince a bankovky. 

## Podoba slovenských euromincí
Oficiální veřejná soutěž návrhů slovenských euromincí se uskutečnila ve dvou kolech. Uzávěrka prvního kola byla 31. ledna 2005, po které Národní banka Slovenska vybrala a pozvala 10 nejlepších návrhářů, aby vytvořili plastické reliéfy svých návrhů. 
V druhém kole začala Národní banka Slovenska veřejné hlasování 12. listopadu (trvalo do 20. listopadu 2005) o výběru z deseti návrhů, které zvítězily nad víc než 200 původních variantami. Dne 21. listopadu byly zveřejněny výsledky – nejpopulárnější návrh byl Státní znak Slovenské republiky. 20. prosince 2005 byl oficiálně zveřejněn návrh slovenských euromincí na webové stránce Národní banky Slovenska.

## Pamětní mince

### Dvoueurové oběžné mince
Následující tabulka zahrnuje 2€ pamětní mince vydané mezi roky 2009 a 2024.
1. 2009 – společná série mincí států eurozóny – 10 let od zavedení eura jako bezhotovostní měny
2. 2009 – 20. výročí Dne boje za svobodu a demokracii
3. 2011 – 20 let od založení Visegrádské skupiny
4. 2012 – společná série mincí států eurozóny – 10 let od zavedení eurobankovek a euromincí
5. 2013 – 1150. výročí příchodu misie Cyrila a Metoděje na Velkou Moravu[p 1]
6. 2014 – 10. výročí přistoupení Slovenské republiky k Evropské unii
7. 2015 – společná série mincí států eurozóny – 30 let vlajky Evropské unie
8. 2015 – 200. výročí narození Ľudovíta Štúra
9. 2016 – slovenské předsednictví Rady EU
10. 2017 – 550. výročí založení Univerzity Istropolitana
11. 2018 – 25. výročí vzniku Slovenské republiky
12. 2019 – sté výročí úmrtí Milana Rastislava Štefánika
13. 2020 – 20. výročí přistoupení Slovenska k OECD
14. 2021 – 100. výročí narození Alexandra Dubčeka
15. 2022 – společná série mincí států eurozóny – 35 let od zahájení programu Erasmus
16. 2022 – 300. výročí sestrojení prvního atmosférického parního stroje pro čerpání vody z dolů v kontinentální Evropě
17. 2023 – 100. výročí první transfuze krve na Slovensku
18. 2023 – 200. výročí zahájení expresní pošty mezi Vídní a Bratislavou
19. 2024 – 100. výročí prvního Mezinárodního maratonu míru v Košicích